# Times Two
タイムズ・トゥー（Times Two）は、アメリカのポップバンド。
en:Point Reyesにて結成されたポップ・バンド。代表曲は、"Strange but True"などがある。

## メンバー
- Shanti Jones
- Johnny Dollar

## 代表的なシングル曲
- "Strange but True"(1988) -（全米最高21位）

## アルバム
- "X2"(1988)
- "Hi-Fi & Mighty "(1990)